# Mitar Martinović
Mitar Martinović (cirílico serbio: Митар Мартиновићp) fue un general de división montenegrino, más tarde general de división yugoslavo del ejército real homónimo, Primer Ministro del Reino de Montenegro en 1912-1913, Ministro de Defensa en dos ocasiones en 1907-1910. y 1912-1913. y representante del ministro de Relaciones Exteriores en 1912-1913. Fue enviado militar a Rusia al comienzo de la Primera Guerra Mundial.

## Biografía
Terminó la Escuela de Cadetes de Milán y la Academia Militar de Artillería-Ingeniería de Turín. Fue jefe de la casa militar de la corte y más tarde primer ministro, ministro de Guerra y ministro de Relaciones Exteriores de Montenegro. 
Durante el asedio de Shkodër durante la primera guerra de los Balcanes, estuvo al mando del Destacamento Costero. 
Al comienzo de la Primera Guerra Mundial, era el comandante de los destacamentos de Herzegovina y Drina. Luego fue delegado del Mando Supremo ruso y durante la defensa de Lovćen estuvo al mando del destacamento de Kotor.
Fue aceptado en el ejército del nuevo Reino de los serbios, croatas y eslovenos en 1919 con el rango de general. Realiza las funciones de asistente del comandante del área del ejército. Se jubiló en 1921. 
Recibió la medalla de oro Miloš Obilić y otros premios.
Escribió la obra: Instrucciones a los dirigentes militares para elevar el ejército con espíritu y disciplina militares, Cetiña, 1900. 
Su hija Olga estaba casada con el terrateniente Đorđe Dunđerski. Su nieta es la actriz Jelena Jovanović Žigon. 
Recibió la Orden del Príncipe Danilo I, la Orden de la Corona Italiana, la Orden Nacional de la Legión de Honor y la Orden Rusa de San Vladimiro con espadas.
Moriría el 11 de febrero de 1954 en Belgrado, la República Federal Popular de Yugoslavia.